# Ectinosomella nitidula
Ectinosomella nitidula är en kräftdjursart som beskrevs av Georg Ossian Sars 1911. Ectinosomella nitidula ingår i släktet Ectinosomella och familjen Ectinosomatidae. Inga underarter finns listade i Catalogue of Life.